# Charlie Nicholas
Charles „Charlie“ Nicholas (* 30. Dezember 1961 in Glasgow) ist ein ehemaliger schottischer Fußballspieler.

## Leben und Karriere
Nicholas begann seine Karriere bei Celtic Glasgow. Der Schotte kam 1980 bei den Grünen unter Vertrag. In der Saison 1982/1983 war Nicholas so erfolgreich, dass er als Spieler des Jahres in Schottland ausgezeichnet wurde. Im Juni 1983 wurde er vom FC Arsenal verpflichtet. Die Ablösesumme betrug 800.000 £. Aufgrund seines Lebenswandels wurde er in London auch Champagner-Charlie genannt. Nach relativ erfolglosen Jahren in London wechselte er 1988 zum FC Aberdeen. Nach nur zwei Jahren kam er dorthin, wo er angefangen hatte: zu Celtic Glasgow. 1996 beendete er seine Karriere nach einem Intermezzo beim FC Clyde. International spielte er 20 Mal für die schottische Fußballnationalmannschaft und erzielte fünf Tore. Nicholas nahm an der Fußball-Weltmeisterschaft 1982 in Spanien teil und schied mit nur einem Unentschieden mit der Mannschaft in der Gruppenphase aus. Heute ist er Kolumnist für diverse Zeitungen und Analytiker für Sky Sports. 

### Erfolge
- 1 × schottischer Fußballer des Jahres (1983)
- 1 × bester schottischer Jungspieler des Jahres (1981)
- Teilnahme an der Fußball-WM 1982 in Spanien mit Schottland
- 2 × schottischer Meister mit Celtic Glasgow (1981, 1982)
- 2 × schottischer Pokalsieger 1× mit Celtic Glasgow (1995), 1× mit dem FC Aberdeen (1990)
- 1 × schottischer Ligapokalsieger mit dem FC Aberdeen (1990)
- 1 × englischer Ligapokalsieger mit dem FC Arsenal (1987)